# 川久保 (掛川市)
川久保（かわくぼ）は、静岡県掛川市にある大字。

## 地理
静岡県掛川市の南部に位置する。合併前の旧大東町においては中央部に位置していた。鉤型のような形状の大字である。大部分が平地となっており、水田など農地として利用されている。西端や南東端には山林も見受けられる。北から南に向かって下小笠川が流れており、北から東に向かって亀惣川が流れている。なお、兼政池とその沿岸は隣接する大字である海戸の領域である。そのため、川久保の中に海戸が食い込むような形状となっている。
近隣には大字の名称と集落の名称とが一致しない地が散見されるが、川久保においては大字としての住所表記は「川久保」と記され、集落としても同じく「川久保」と呼ばれている。なお、集落としての川久保は、掛川市の自治区である下土方区に属している。
川久保は旧土方村の村域に含まれるが、村境に位置していることから旧自治体に囚われない枠組みが散見される。たとえば、公立小学校の学区については旧土方村の住民の多くが通う掛川市立土方小学校ではなく、掛川市立中小学校の学区に指定されている。掛川市立中小学校は旧土方村ではなくかつての中村の村域に立地している。

### 河川
- 下小笠川
- 亀惣川

## 歴史
川久保と呼ばれている地は、もともとは自然村である遠江国城東郡下土方村の一部であった。その後、下土方村から川久保村や西之谷村が分離独立した。なお、川久保村が下土方村から独立したのは元禄年間以前である。以降は横須賀藩領となった。赤堀家が庄屋を務めていた。内山真龍の『遠江国風土記伝』によれば、川久保村の当時の石高は166石7斗6升9合であったとされている。農業が盛んであり、米をはじめとする五穀、蕎麦、胡麻、牛蒡、蕗、萵苣、藍、木綿などが栽培されていた。『角川日本地名大辞典』によれば、川久保村の鎮守は分離元である下土方村に鎮座する牛頭天王社とされている。明治元年には駿府藩領となり、明治2年には静岡藩領となった。この川久保村の大部分が、のちの川久保に該当する。
町村制が施行された1889年（明治22年）になると、川久保村の大部分は下土方村、入山瀬村、今滝村、上土方村、中村の一部と合併して土方村が設置されるとともに、川久保村の一部は西之谷村、大石村、中村の大部分と合併して新たに中村が設置された。その結果、この地は静岡県城東郡土方村の一部となった。その際に従来の自然村は大字とされることになり、土方村の大字として川久保が設置された。その後の度重なる市町村合併を経て、1973年（昭和48年）4月よりこの地は大東町の一部となった。のちに大東町が掛川市、大須賀町と合併することになり、2005年（平成17年）4月よりこの地は掛川市の一部となった。

### 沿革

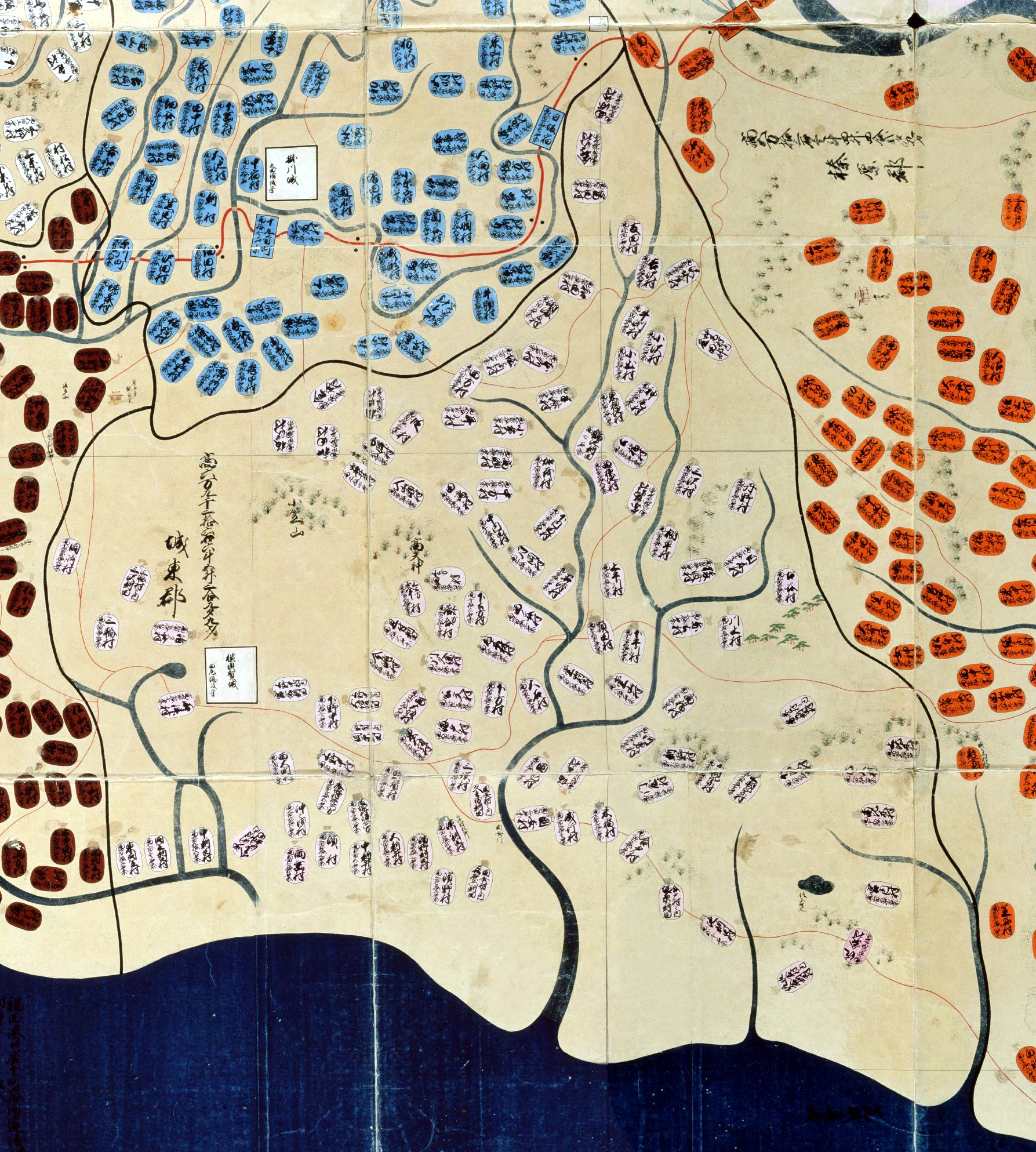
江戸時代に描かれた「遠江國」（『天保國繪圖』天保9年）。城東郡の村は薄桃色で示されており「川久保村」がみえる

- 元禄年間以前 - 遠江国城東郡下土方村から分立して川久保村を設置[8]。
- 1871年 - 城東郡が静岡県に移管。
- 1871年 - 城東郡が浜松県に移管。
- 1876年 - 城東郡が静岡県に移管。
- 1889年 - 静岡県城東郡下土方村、入山瀬村、今滝村、上土方村、川久保村の大部分、中村の一部が合併して土方村を設置。土方村の大字として川久保を設置[8][9]。西之谷村、大石村、中村の大部分、川久保村の一部が合併して中村を設置。
- 1896年 - 静岡県佐野郡、城東郡が合併して小笠郡を設置。
- 1955年 - 静岡県小笠郡佐束村、土方村が合併して城東村を設置。
- 1973年 - 静岡県小笠郡大浜町、城東村が合併して大東町を設置。
- 2005年 - 静岡県掛川市、小笠郡大東町、大須賀町が合併して掛川市を設置。

## 世帯数と人口
2024年（令和6年）11月末日現在の世帯数と人口は以下の通りである。
| 大字   | 世帯数 | 人口  |
| ------ | ------ | ----- |
| 川久保 | 44世帯 | 137人 |

## 事業所
2021年（令和3年）現在の事業所数と従業員数は以下の通りである。
| 大字   | 事業所数 | 従業員数 |
| ------ | -------- | -------- |
| 川久保 | 8事業所  | 90人     |

## 小・中学校の学区
公立小・中学校に通う場合、学区は以下の通りとなる。
| 番地 | 小学校           | 中学校             |
| ---- | ---------------- | ------------------ |
| 全域 | 掛川市立中小学校 | 掛川市立城東中学校 |

## 施設
- 川久保集会所[11]
- 本勝寺[12]

## その他

### 郵便
- 郵便番号：437-1406[2]（集配局：遠江大東郵便局）

### 警察
警察の管轄区域は以下の通りである。
| 番地 | 警察署     | 交番・駐在所 |
| ---- | ---------- | ------------ |
| 全域 | 掛川警察署 | 城東駐在所   |

### 消防
消防の管轄区域は以下の通りである。
| 番地 | 消防署・分署 | 消防団分団   |
| ---- | ------------ | ------------ |
| 全域 | 南消防署     | 大東第四分団 |

### 註釈
1. ↑  今日では「遠江国風土記伝」と表記するのが一般的であるが、1900年に発行された『逺江國風圡記傳』では「逺江國風圡記傳」との表記を用いているため、同書に関する出典表記はそれに倣った。